# Twilight (album)
Pour les articles homonymes, voir Twilight.
Albums de Blue System
Body Heat
(1988) Obsession
(1990)
Singles
Twilight est le 3e album du groupe Blue System sorti le 31 octobre 1989.

## Titres
1. Magic Symphony - 3:38
2. Love Me On The Rocks - 3:29
3. Save Me - 3:50
4. Nobody Makes Me Crazy (Like You Do) - 3:29
5. Madonna Blue - 3:41
6. Call Me Dr. Love (A New Dimension) - 3:22
7. Little Jeannie - 3:30
8. Carry Me Oh Carrie - 3:16
9. Big Yellow Taxi - 3:21
10. Everything I Own - 3:17